# Héctor Ariel Silva
Héctor Ariel Silva (Santa Fe, Santa Fe, 17 de enero de 1976) es un exfutbolista argentino que jugaba como delantero.

## Trayectoria

### Unión
Silva debutó con la camiseta de Unión en el año 1994. En 1996 fue parte del plantel que obtuvo el ascenso a Primera División. Jugó en el tatengue hasta 1998.

### Douglas Haig
Para la temporada 1998/99 llegó a Douglas Haig. En el equipo de Pergamino disputó solamente una temporada.

### Juventud Antoniana
En 1999 pasó a Juventud Antonina. En su primera temporada llegó a octavos de final por el segundo ascenso.

### Atlético Tucumán
En el año 2001 se mudó a San Miguel de Tucumán, para vestir la camiseta de Atlético Tucumán, donde jugó una temporada.

### Gimnasia de Concepción del Uruguay
Para la temporada 2002/03 pasó a Gimnasia de Concepción del Uruguay. En el club de Entre Ríos tuvo una de sus temporadas con el mejor registro goleador, al marcar 20 goles en 30 partidos.

### Instituto
Luego de gran rendimiento en el lobo de Concepción del Uruguay, llegó a Instituto. Con la gloria se coronó campeón de la B Nacional y obtuvo el ascenso a primera.

### Talleres
Para la temporada 2004/05 pasó a Talleres. Con el club cordobés jugó una temporada y tuvo un buen promedio de goles.

### Gimnasia de Jujuy
En 2005 llegó a Gimnasia de Jujuy, que había ascendido recientemente. Su paso por el club estuvo dividido en dos etapas, la primera en la temporada 2005/06 y la segunda de 2007 hasta 2009.

### Banfield
En el año 2006 tuvo un breve paso por Banfield.

### Ben Hur
En el año 2011 se mudó a Rafaela, para jugar en Ben Hur.

### Atletico Paraná
En 2012 llegó a Atlético Paraná, el que fue el último club de su carrera.

## Clubes
| Club                               | País      |
| ---------------------------------- | --------- |
| Unión                              | Argentina |
| Douglas Haig                       | Argentina |
| Juventud Antonina                  | Argentina |
| Atlético Tucumán                   | Argentina |
| Gimnasia de Concepción del Uruguay | Argentina |
| Instituto                          | Argentina |
| Talleres                           | Argentina |
| Gimnasia de Jujuy                  | Argentina |
| Banfield                           | Argentina |
| Ben Hur                            | Argentina |
| Atlético Paraná                    | Argentina |

## Palmarés
| Título     | Equipo    | País      | Año     |
| ---------- | --------- | --------- | ------- |
| Nacional B | Instituto | Argentina | 2003/04 |